# Cissus arnottiana
Cissus arnottiana är en vinväxtart som beskrevs av B.V. Shetty & P. Singh. Cissus arnottiana ingår i släktet Cissus och familjen vinväxter. Inga underarter finns listade i Catalogue of Life.